# 莱农
莱农（法語：Lennon，法語發音：[lɛnɔ̃]）是法国菲尼斯泰尔省的一个市镇，位于该省中部，属于沙托兰区。

## 地理
莱农（48°11'34"N, 3°53'51"W）面积22.94 平方千米，位于法国布列塔尼大區菲尼斯泰尔省，该省份为法国最西部的省份，位于布列塔尼半岛西部，北西南三面环大西洋，东临阿摩尔滨海省和莫尔比昂省。
与莱农接壤的市镇（或旧市镇、城区）包括：法乌新堡、勒克卢瓦特尔-普莱邦、古埃泽克、普莱邦、普洛内韦迪福、圣图瓦。

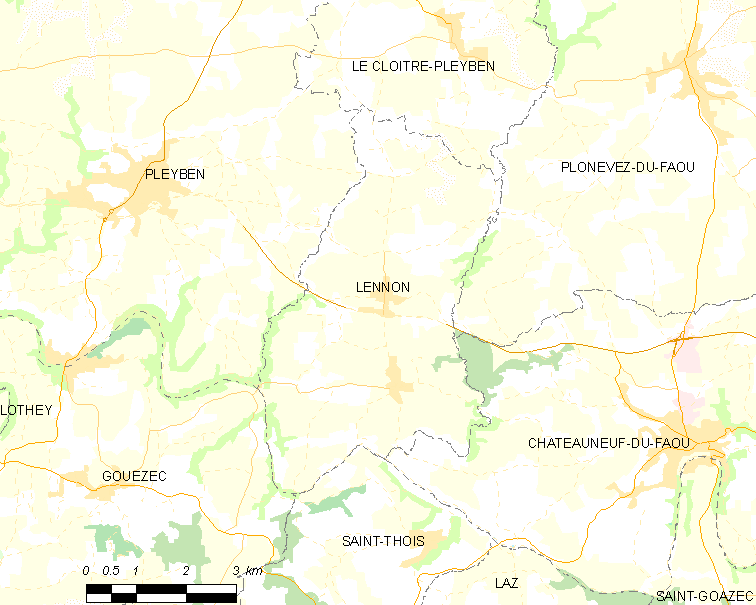
莱农的OSM定位图

莱农的时区为UTC+01:00、UTC+02:00（夏令时）。

## 行政
莱农的邮政编码为29190，INSEE市镇编码为29123。

## 政治
莱农所属的省级选区为布列克县。

## 人口

1962-2008年间莱农人口变化图示

莱农于2022年1月1日时的人口数量为801人。